# Eccardo I di Scheyern
Eccardo I di Scheyern, chiamato anche Eckhard, Eckhart, Ekard, Hecard, Herzog  Bundschuh [duca dei calzari] o Eckhardus II (attorno al 1052 – Asia Minore, dopo il 1101), fu conte di Scheyern, fondatore dell'abbazia di Fischbachau, Vogt di Frisinga e Weihenstephan.

## Biografia

### Origini
Eccardo I di Scheyern era figlio di Ottone I di Scheyern e Haziga di Dießen e fratello di Bernardo I di Scheyern, Ottone II di Scheyern e Arnoldo I di Scheyern.

### Atti
Nel 1064 si recò in pellegrinaggio in Terra Santa. Si unì a un seguito di nobili, tra cui l'arcivescovo Sigfrido di Magonza, i vescovi Gunther di Bamberga, Ottone di Riedenburg e Guglielmo I di Utrecht. Lungo il percorso, i pellegrini subirono numerosi attacchi. Probabilmente raggiunsero Gerusalemme grazie agli sforzi di Eccardo, almeno secondo la leggenda secondo cui mise sulla lancia i suoi grandi calzari (Bundschuh) con delle cinghie rosse e li usò come vessillo, riuscendo a radunare i pellegrini dispersi, ottenendo il soprannome di conte con i calzari (Graf mit dem Bundschuh). Fu uno dei pochi pellegrini a raggiungere nuovamente il Sacro Romano Impero.
Dopo il suo ritorno, si dice che abbia commissionato la costruzione del villaggio di Ried, il cui stemma comunale presenta i Bundschuh.
Dopo la morte di suo padre, Eccardo I divenne Vogt di Frisinga e Weihenstephan intorno al 1074.
Quando nel 1096 fu indetta la prima crociata, Eccardo I e suo fratello Ottone II vi presero parte. Intorno al 1101 partì per la Terra Santa e, a differenza del fratello, non fece ritorno.

## Famiglia e figli
Eccardo I sposò Richgardis d'Istria-Carniola della stirpe di Weimar-Orlamünde, una figlia del margravio di Carniola Ulrico I e Sofia d'Ungheria. Il matrimonio generò tre figli:
- Udalrico I di Scheyern;
- Ottone V di Scheyern[1];
- Eccardo II di Scheyern.

Fu il Stammvater, tra glia altri, di Ludovico il Bavaro.
La sua vedova Richgardis si risposò suo fratello Ottone II di Scheyern († 1120) e con lui ebbe quattro figli.